# 天空の蜂
『天空の蜂』（てんくうのはち）は、東野圭吾の書き下ろし長編クライシスサスペンス小説。1995年11月7日に講談社から単行本が刊行され、1997年11月6日には講談社ノベルス版が発刊された。第17回吉川英治文学新人賞候補作であった。
1998年11月13日に、本作が候補となった吉川英治文学新人賞受賞者の真保裕一の解説を収録して講談社文庫版が発売された。2015年6月23日には単行本新装版が刊行された。
2015年、堤幸彦監督により映画化された。

## あらすじ
名古屋の錦重工業航空機事業本部に勤めるエンジニアの湯原一彰は、掃海ヘリコプター「CH-5XJ（通称：ビッグB）」の開発に携わった。防衛庁への正式納入と領収飛行が行われる式典の日、湯原一彰は妻子を伴い出社する。しかし、仕事一筋で子供の扱いが苦手な彼は、妻の篤子や一人息子の小学生の高彦との関係がこじれていた。
父の同僚の息子と二人で格納庫に忍び込み、無人のビッグBに乗り込んだ高彦。その時、格納庫正面の扉が開き、ビッグBはオート制御で離陸体制に入った。同僚の息子は咄嗟に飛び降りたが、ビッグBは高彦を乗せたまま飛び去った。
福井県敦賀半島に到達したビッグBは、高速増殖原型炉『新陽』の上空でホバリングを開始した。同時に、『新陽』を運営する原子炉・核燃料開発事業団（炉燃）や福井県庁などの関係省庁、そして全国15か所の原子力発電所に、『天空の蜂』と名乗る犯人からファックスによる脅迫文が送られた。
その内容は、『新陽』以外のすべての原発を稼働停止させなければ、大量の火薬を積んだビッグBを『新陽』に墜落させるというものだった。
ビッグBの燃料が切れるのは8時間後の午後4時。警察本部は記者会見で犯人に向け、高彦の救出を訴えた。
刑事たちは犯人の特定のため、原発反対派の動向を追い始めた。一方、ビッグBを建造した錦重工業と『新陽』の中塚所長らの対策本部には、『新陽』の設計者として参加する民間企業の三島幸一がいた。彼は湯原とは旧知の仲だったが、ビッグBの軍事利用の裏事情を指摘し、終始態度が険悪だった。
各地の原発は操業を停止し、日本中で電力不足による混乱が生じ始めた。『天空の蜂』は高彦の救出を許可すると応答してきた。誰もビッグBに立ち入らず、テレビ放映により一部始終を晒すという条件を受け入れ、湯原と自衛隊は救出作戦を決行する。高彦は無事に救出され、湯原は改めて家族の絆を痛感した。
ビッグB墜落まで3時間に迫る中、『天空の蜂』からさらに、すべての原発のタービン棟を破壊せよとのメッセージが届いた。ビッグBが墜落しても放射能漏れを引き起こさないために、対策本部は犯人に隠して『新陽』の停止を画策した。
ビッグBは『新陽』から排出される冷却水の温度を計測しており、三島は原子炉停止で排水温が下がれば墜落すると指摘する。しかし、湯原は原子炉停止から墜落までの一分間に、運転員たちを頑丈な格納容器に逃げ込ませることが可能だと考えた。
一方、刑事たちは原発で働き白血病で死亡した下請け業者の関係者から、雑貨（さいか）という男に目星をつけた。さらに、ビッグBのコントロールに細工をする目的で来訪した人物について調べると、内部の人間が来訪者リストの氏名を書き換えていたことが判明した。
雑貨と名乗る男は、実はビッグBの開発に携わった佐竹が本名であり、国の政策に反発して一連の事件を引き起こしたテロリストだった。隠れ家のアパートを警察に急襲され、逃げ切れずにトラックに飛び込み死亡した雑貨と錦重工業の総務部に勤める赤嶺淳子は、恋人の三島に命じられるまま来訪者リストを書き換えていた。『新陽』開発のために現地に住んだ三島は、地元の小学校に息子を通わせたが、原発反対派を家族に持つ生徒にいじめられた息子は自殺した。その恨みから三島は雑貨と組み、事件を起こしたのだった。
湯原はビッグBを操作するコントローラーを緊急で製作する。しかし、コントローラーは三島によって盗まれた。湯原は単身、三島を追った。
実際には全国の原発は停止していない。三島はそれを国民を欺いた芝居だと看破する。それでも惨事を防ぐために湯原はコントローラーを取り返そうとする。コントローラーの性能は舵を切る程度だが、ビッグBの墜落地点をずらすために、湯原は自衛隊員たちと共にヘリでビッグBの真下まで接近する。
ビッグBが燃料切れで墜落するタイムリミットが迫る中、『新陽』を停止して運転員たちは避難する。三島が仕掛けていた起爆装置により、ビッグBは上空で爆発炎上する。それでも、湯原らの決死の行動によって軌道がずれ、ビッグBは傍らの海に落下した。
三島は事件の前に、ビッグBに大量の爆薬は積んでいなかったという声明文を用意していた。最新鋭の『新陽』を狙ったのは、ビッグBが墜落しても被害が少なく、死者が出ないと想定してのことだった。三島の目的は国民への啓蒙だったのだ。しかし、声明文は警察に押収され、非公開に終わった。16年後、三島は獄中で死亡し、自衛隊に入隊した高彦はヘリ部隊の機長として災害救助にあたっていた。

## 登場人物
湯原 一彰（ゆはら かずあき）
錦重工業航空機事業本部所属。奪取された新型ヘリコプターの開発責任者。仕事に没頭する傾向があり、妻からは呆れられている。
山下（やました）
錦重工業航空機事業本部所属。湯原の同僚。
山下 恵太（やました けいた）
山下の息子。9歳。巨大ヘリコプター「ビッグB」に忍び込んで遊んでいた際、奪取事件に遭遇し、機内に一人取り残される。
赤嶺 淳子（あかみね じゅんこ）
錦重工業航空機事業第一開発部エンジン開発一課所属。入社10年目。三島と何らかの繋がりがあるとされている。
中塚 一実（なかつか かずみ）
高速増殖炉「新陽」発電所所長。
金山 滋（かなやま しげる）
福井県知事。70歳。
佐久間（さくま）
福井県消防本部特殊災害課長。
今枝（いまえだ）
福井県警警備部長。
室伏 周吉（むろぶし しゅうきち）
福井県警刑事。
上条 孝正（かみじょう たかまさ）
航空自衛隊救難員2等空曹。
三島 幸一（みしま こういち）
湯原と同じ錦重工業の原子力技術者。
雑賀 勲（さいか いさお）
元航空自衛隊幹部。 湯原に対し、「好きなんですね。国盗り物語の雑賀孫一。」と語っている。

## 書籍情報
- 単行本：講談社、1995年11月7日、ISBN 978-4-06-207704-0
- ノベルス：講談社ノベルス、1997年11月6日、ISBN 978-4-06-181989-4
- 文庫本：講談社文庫、1998年11月13日、ISBN 978-4-06-263914-9
- 単行本新装版：講談社、2015年6月23日、ISBN 978-4-06-219407-5

## 漫画
『イブニング』（講談社）2015年5号より同年19号まで、猫田ゆかりの作画によるコミカライズ版が連載された。2015年9月8日に上・下巻が同時発売された単行本は、連載内容に加筆修正がなされている（電子書籍版には未収録）。
書籍情報
- 東野圭吾（原作）/ 猫田ゆかり（作画） 『天空の蜂』 講談社〈イブニングKC〉、全2巻
  - 上巻 - 2015年9月8日発売、ISBN 978-4-06-354587-6
  - 下巻 - 2015年9月8日発売、ISBN 978-4-06-354588-3

## 映画
堤幸彦の監督のもと映画化され、松竹配給により2015年9月12日に全国公開された。主演は江口洋介。2014年6月14日にクランクインし、8月上旬まで撮影された。東野圭吾は原作発表から20年経っての映画化に「映像化など絶対に不可能だと思っていた」とコメントした。
本作で堤は自身初の主要映画賞における監督賞を受賞し、本木は同年公開の『日本のいちばん長い日』と合わせて多数の助演男優賞を受賞した。
なお、作中に航空自衛隊の名称が複数回登場するが、本作において、航空自衛隊及び管轄の防衛省等からの協力は得ていない。

### キャスト
- 湯原一彰 - 江口洋介[4]
- 赤嶺淳子 - 仲間由紀恵[7][4]
- 雑賀勲 - 綾野剛[7][4]
- 佐久間（福井県 消防課長） - 光石研[7]
- 今枝（福井県警 警備課長） - 佐藤二朗[7]
- 山下 綿重工技術本部員 - カゴシマジロー
- 根上（三等空佐） - やべきょうすけ[7]
- 上条（二等空曹） - 永瀬匡
- 植草（一等空曹） - 松田悟志
- 湯原篤子 - 石橋けい
- 高坂（愛知県警 特捜班長） - 手塚とおる
- 関根（福井県警 捜査一課 刑事） - 落合モトキ[7]
- 野村（愛知県警 特捜班 刑事） - 松島花
- 湯原高彦 - 田口翔大[8]
- 山下恵太 - 池澤巧貢
- 三島智弘 - 木村聖哉
- 西岡（新陽当直長） - 前川泰之
- 小寺（新陽技術主任） - 森岡豊
- 田辺泰子 - 山口いづみ
- 島岡（科学技術庁 原子力局長） - 半海一晃
- 笠松（綿重工 技術本部長） - 藤井尚之
- 前田律子 - 林田麻里
- 綿重工技術本部守衛 - 岡田浩暉
- 農家の男 - 野添義弘
- アナウンサー - 小倉淳
- アマチ清掃社員 - 吉永秀平
- 警務官 - 小山田将
- 警務官 - 下園愛弓
- 警務官 - 六本木康弘
- 警務官 - 菅原健志
- 福井県警刑事 - 多田木亮佑
- 綿重工総務課社員 - 伊藤みづめ
- 福井県警警官 - 大須賀隼人
- 田辺佳之 - 橋本まつり
- 愛知県警警官 - 大和田健介
- 福井県警機動隊隊長 - 稲垣雅之
- 新陽運転員 - 竹森千人
- 記者会見司会者 - 山田百貴
- 三島の妻 - 竹中友紀子
- 小学校教師 - 広山詞葉
- 関根の妻 - 佐藤真子
- 記者 - 藤田秀世
- 記者 - 内村遥
- 記者 - 小野孝弘
- 記者 - 森谷ふみ
- 記者 - 福井晋
- 記者 - 安田裕
- 反対闘争リーダー - 渡辺慎一郎
- 関根の長男 - 外川燎
- 湯原高彦（乳児） - 竹野谷岳
- 室伏周吉 - 柄本明[7]
- 中塚一実 - 國村隼[7]
- TV解説員 - 岩尾万太郎
- コメンテーター - 瀬戸将哉
- 新陽レポーター - 鈴木早百合
- アナウンサー - 横地純爾
- アナウンサー - 長田新
- アナウンサー - 佐藤千晶
- 新陽レポーター - 北川義隆
- 美花原発レポーター - 波多野健
- 柏木原発レポーター - 藤田真奈美
- 湯原高彦（成人） - 向井理[7]
- 芦田（警察庁長官） - 竹中直人[7]
- 筒井（炉燃理事長） - 石橋蓮司[7]
- 三島幸一 - 本木雅弘[4]

### スタッフ
- 原作 - 東野圭吾『天空の蜂』（講談社文庫）
- 監督 - 堤幸彦
- 脚本 - 楠野一郎
- 音楽 - リチャード・プリン
- 主題歌 - 秦基博「Q & A」（Ariora Japan / AUGUSTA RECORDS）
- 製作総指揮 - 迫本淳一
- 製作 - 大角正、木下直哉、古川公平、坂本健、宮本直人
- エグゼクティブ・プロデューサー - 武田功
- 企画・プロデュース - 吉田繁暁
- プロデューサー - 福島大輔、市山竜次
- VFXスーパーバイザー - 野崎宏二
- 音楽プロデューサー - 茂木英興
- 監督補 - 多胡由章
- 撮影 - 唐沢悟
- 照明 - 木村匡博
- 美術 - 相馬直樹
- 録音 - 田中靖志
- 編集 - 伊藤伸行
- 記録 - 井手希美
- 美術プロデューサー - 福田宣
- 美術デザイナー - 平井亘
- 装飾 - 田中宏
- 衣装 - 宮本まさ江
- ヘアメイクディレクション - 池田真希
- VFXディレクター - 阪上和也
- アクションコーディネーター - 諸鍛冶裕太
- イメージボード - 相馬宏充
- 音響効果 - 北田雅也
- 現場編集 - 似内千晶
- アソシエイトプロデューサー - 石田聡子、池田史嗣、住田節子
- 宣伝プロデューサー - 村松瑛里子、諸冨謙治
- ラインプロデューサー - 小林誠一郎
- 助監督 - 白石達也
- 制作担当 - 高瀬大樹
- 制作プロダクション - オフィスクレッシェンド
- 企画・配給 - 松竹
- 製作 - 「天空の蜂」製作委員会（松竹、木下グループ、講談社、ローソンHMVエンタテイメント、GYAO）

### 受賞歴
- 第7回TAMA映画賞（2015年）
  - 最優秀男優賞（綾野剛）※『新宿スワン』ほかと合わせて受賞[9]。
- 第40回報知映画賞（2015年）
  - 助演男優賞（本木雅弘）※『日本のいちばん長い日』と合わせて受賞[10]。
  - 監督賞（堤幸彦）※『イニシエーション・ラブ』と合わせて受賞[11]。
- 第28回日刊スポーツ映画大賞・石原裕次郎賞（2015年）
  - 助演男優賞（本木雅弘）※ 『日本のいちばん長い日』と合わせて受賞[12]。
- 第89回キネマ旬報ベスト・テン[13][14]
  - 助演男優賞（本木雅弘）※『日本のいちばん長い日』と合わせて受賞。
- 第39回日本アカデミー賞
  - 優秀助演男優賞（本木雅弘）※『日本のいちばん長い日』と合わせて受賞[15]。
- 第58回ブルーリボン賞[16]
  - 助演男優賞（本木雅弘） ※『日本のいちばん長い日』と合わせて受賞。
- VFX-JAPANアワード 2016
  - 劇場公開実写映画部門 優秀賞[17]
- 第25回日本映画批評家大賞（2016年）
  - 編集賞（浦岡敬一賞）（伊藤伸行）[18]